# Hjeltefjord
Der Hjeltefjord ist ein etwa 35 Kilometer langer Fjord im norwegischen Fylke Vestland. Er erstreckt sich vom Byfjord in Bergen im Süden zwischen den Inseln Askøy und Radøy im Osten und Sotra und der Gemeinde Øygarden im Westen, bis nach Fedje im Norden, wo er im Fedjeosen in den Fedjefjord übergeht. Sein nördlicher Zugang wird durch den Leuchtturm Hellisøy fyr markiert. Im Fjord liegen diverse Inseln, wie Ramsøyna, Søra Rotøyna, Midtra Rotøyna und Færøyna.
Der Name Hjeltefjord wird vom altnordischen Wort hjelte abgeleitet, das so viel wie „ein Mann aus Shetland“ bedeutet. Möglicherweise deutet der Name darauf hin, dass der Fjord der erste Abschnitt der Seereise nach Shetland war.
Der Fjord gilt als eine der meistbefahrenen Wasserstraßen Norwegens und ist der wichtigste Seeweg nach Bergen. Am 8. November 2018 kollidierte hier die Fregatte Helge Ingstad mit dem Öltanker Sola TS.